# Tobolský vrch
Tobolský vrch (466 m n. m.) je kopec v okrese Beroun, v katastrálním území obce Tetín. Nachází se severně od vsi Tobolka a asi 4 km vzdušnou čarou jižně od Berouna. Tobolský vrch je součástí národní přírodní rezervace Koda. Po jeho východní patě vede zeleně značená turistická trasa. Je zalesněn. Pod jeho vrcholem vedou dvě lesní cesty. Na sever od něj se nachází dvě malé návrší, které ale nemají jména. Svůj název nese od vsi Tobolka, která se rozkládá jižně. Je součástí Hořovické pahorkatiny.